# 玫瑰軟梳䲁
玫瑰軟梳䲁（學名：Malacoctenus macropus），為輻鰭魚綱䲁形目脂䲁科軟梳䲁屬的一個種，分布於西大西洋美國佛羅里達州、百慕達群島、巴哈馬群島、猶加敦半島至南美洲北部海域，深度0至8公尺，本魚頭部細長，吻尖，扁平，鼻孔上1條單觸鬚，眼上1條長單觸鬚，頸背兩側各有1對單觸鬚，口頂兩側無齒，背鰭棘與鰭條之間有缺口，側線鱗40-45片，雌魚頭部和身體上部呈棕褐色至棕色，下部略帶紅色，佈滿深色和淺色的小斑點；雄魚上體深灰色，有深色鞍狀條紋，下體粉紅色，身體上1/3處有一條深灰色條紋，中間點綴著白色斑點，頭部下部有紅色斑點和條紋，背鰭硬棘21-22枚、背鰭軟條10-11枚、臀鰭硬棘2枚、臀鰭軟條20-21枚，體長可達5.5公分，棲息在水淺的岩石區，以小型無脊椎動物為食，生活習性不明。